# Ptecticus trivittatus
Ptecticus trivittatus är en tvåvingeart som först beskrevs av Thomas Say 1829.  Ptecticus trivittatus ingår i släktet Ptecticus och familjen vapenflugor. Inga underarter finns listade i Catalogue of Life.